# いづみあめ
いづみ あめは、日本のタレント、女優、歌手、声優である。
東京都台東区出身。楽曲レーベルはD.R.P. Records。

## 人物・エピソード
- 2015年10月より、ソロとしてのライブ活動を開始、2019年4月27日をもって、ライブ活動を終了。

現在はたまに物販交流会やカフェイベントを開催しつつ、裏方仕事でナレーション等の活動を行う。
- キャッチコピーは、「あなたの専属メイド、いづみあめ。」
- イメージカラーは当初青だったが、現在は水色。
- 愛称：いづみ、いづいづ、あめちゃん

## 作品
- 1st Single 「有明」 （2016年4月24日（日）発売）

（D.R.P. Recordsよりリリース）
- 2nd Single 「竹芝」（2019年4月26日（金）発売）
  - 同時に有明をして収録
  - （D.R.P. Recordsより発売、ダイキサウンドより全国販売）

## ライブ
- 2015年10月4日（日)[1]
  - 初ライブ
- 2016年4月24日（日)[2]
  - レコ発を兼ねた生誕ライブ
  - いづみあめ生誕祭～みんなでやればソロも楽しいのよ～
  - 会場：岩本町eggman tokyo east
- 2017年10月11日（水）[3]
  - 朗読娘かぷあの初ライブ
  - 会場：池袋GEKIBA(春海沙季名義で出演）
- 2018年4月28日（土）[4]
  - キャベツはどこへ行ったライブVol.1～主催の人が生誕だって～
  - 会場：神田Sound Stage MIFA
- 2019年4月27日（土）[5]
  - いづみあめ生誕＆ラストライブ
  - ～ちょっ、まじでみんな来て～
  - 会場：代アニLIVEステーション
- その他、複数のライブに出演

## ラジオ
- 2016年9月19日〜2018年3月20日
  - I & U-LaLa FM（市川うららFM）83.0MHz、『INDIES NIGHT』のレギュラーパーソナリティ(春海沙季名義)を務める
- 第1回目放送
  - 2016年9月19日(月）20時から20時30分
- 第2回目放送
  - 2016年10月17(月）20時から20時30分
- 第3回目放送
  - 2016年11月21日(月）20時から20時30分
- 第4回目放送
  - 2016年12月19日(月）20時から20時30分
- 第5回目放送
  - 2017年1月14日(月）20時から20時30分
  - ゲスト出演放送
  - 2017年1月23日(月）20時から20時30分
  - パーソナリティはピアニストの安斎航
  - ゲストとして出演
- 第6回目放送
  - 2017年2月20日(月）20時から20時30分
- 第7回目放送
  - 2017年3月20日(月）20時から20時30分
- 第8回目放送
  - 2017年4月18日(火）21時から22時
  - 月曜放送から火曜放送に変わり、放送時間も１時間に拡大
  - アシスタントに北山翔太、コーナーアシスタントに牧野政仁を迎える。
- 第9目放送
  - 2017年5月16日(火）21時から22時
- 第10回目放送
  - 2017年6月20日(火）21時から22時
- 第11回目放送
  - 2017年7月18日(火）21時から22時
- 第12回目放送
  - 2017年8月15日(火）21時から22時
- 第13回目放送
  - 2017年9月19日(火）21時から22時
- 第14回目放送
  - 2017年10月17日(火）21時から22時
- 第15回目放送
  - 2017年11月21日(火）21時から22時
- 第16回目放送
  - 2017年12月29日(火）21時から22時
- 第17回目放送
  - 2018年1月16日(火）21時から22時
- 第18回目放送
  - 2018年2月20日(火）21時から22時
- 第19回目放送
  - 2018年3月20日(火）21時から22時